# FK Žalgiris
Futbolo klubas Žalgiris là một câu lạc bộ bóng đá Litva có trụ sở tại Vilnius. Câu lạc bộ thi đấu ở giải bóng đá hàng đầu của Litva kể từ năm 2010.

## Thành tích
- A lyga (D1)

1991, 1992, 1999, 2013, 2014, 2015, 2016, 2020, 2021, 2022, 2024
- Cúp bóng đá Litva

1990–91, 1992–93, 1993–94, 1996–97, 2003, 2011–12, 2012–13, 2013–14, 2014–15, 2015–16, 2016, 2018, 2021, 2022

## Mùa giải
| Mùa  | Cấp độ | Liga       | Thứ hạng | Liên kết ngoài |
| ---- | ------ | ---------- | -------- | -------------- |
| 2009 | 2.     | Pirma lyga | 6.       | [ 1 ]          |
| 2010 | 1.     | A lyga     | 3.       | [ 2 ]          |
| 2011 | 1.     | A lyga     | 2.       | [ 3 ]          |
| 2012 | 1.     | A lyga     | 2.       | [ 4 ]          |
| 2013 | 1.     | A lyga     | 1.       | [ 5 ]          |
| 2014 | 1.     | A lyga     | 1.       | [ 6 ]          |
| 2015 | 1.     | A lyga     | 1.       | [ 7 ]          |
| 2016 | 1.     | A lyga     | 1.       | [ 8 ]          |
| 2017 | 1.     | A lyga     | 2.       | [ 9 ]          |
| 2018 | 1.     | A lyga     | 2.       | [ 10 ]         |
| 2019 | 1.     | A lyga     | 2.       | [ 11 ]         |
| 2020 | 1.     | A lyga     | 1.       | [ 12 ]         |
| 2021 | 1.     | A lyga     | 1.       | [ 13 ]         |
| 2022 | 1.     | A lyga     | 1.       | [ 14 ]         |
| 2023 | 1.     | A lyga     | 2.       | [ 15 ]         |
| 2024 | 1.     | A lyga     | 1.       | [ 16 ]         |
| 2025 | 1.     | A lyga     | .        | [ 17 ]         |

## Đội hình hiện tại
Tính đến 08-04-2025
Ghi chú: Quốc kỳ chỉ đội tuyển quốc gia được xác định rõ trong điều lệ tư cách FIFA. Các cầu thủ có thể giữ hơn một quốc tịch ngoài FIFA.
| Số | VT | Quốc gia | Cầu thủ               |
| -- | -- | -------- | --------------------- |
| 22 | TV | Litva    | Ovidijus Verbickas    |
| 28 | TM | Litva    | Kristupas Menčiūnas   |
| 81 | TĐ | Litva    | Meinardas Mikulėnas   |
| 85 | HV | Litva    | Nojus Stankevičius    |
| 95 | TM | Litva    | Gaudentas Ralys       |
| 17 | TV | Litva    | Giedrius Matulevičius |
| 7  | TV | Comoros  | Kassim Hadji () ✔️    |
| —  | TV | Litva    | Nedas Klimavičius ✔️  |